# Serémange-Erzange
Serémange-Erzange là một xã trong vùng Grand Est, thuộc tỉnh Moselle, quận Thionville-Ouest, tổng Hayange. Tọa độ địa lý của xã là 49° 19' vĩ độ bắc, 06° 05' kinh độ đông. Serémange-Erzange nằm trên độ cao trung bình là 200 mét trên mực nước biển, có điểm thấp nhất là 169 mét và điểm cao nhất là 301 mét. Xã có diện tích 3,75 km², dân số vào thời điểm 1999 là 4035 người; mật độ dân số là 1076 người/km².

## Thông tin nhân khẩu
| 1962  | 1968  | 1975  | 1982  | 1990  | 1999  |
| ----- | ----- | ----- | ----- | ----- | ----- |
| 4 099 | 4 976 | 4 613 | 4 547 | 4 143 | 4 035 |